# Чачибая, Григорий Дутуевич
Григорий Дутуевич Чачибая (13 марта 1906 года, село Кирцхи, Сенакский уезд, Кутаисская губерния, Российская империя — неизвестно, Абхазская АССР, Грузинская ССР) — советский хозяйственный, государственный и политический деятель, первый секретарь Зугдидского райкома партии, Герой Социалистического Труда (1950). Отличник физической культуры и спорта (1951).

## Биография
Родился в 1906 году в крестьянской семье в селе Кирцхи Сенакского уезда.
Окончил местную среднюю школу. В 1922 году основал в селе комсомольскую ячейку. Участвовал в борьбе с меньшевиками. Член ВКП(б) с 1930 года. Трудился на различных партийных должностях в Гегечкорском районе.
С февраля 1935 года — директор Мартвильской МТС. С 1937 года — второй секретарь, первый секретарь Зугдидского райкома партии. За высокие трудовые показатели в сельском хозяйстве в целом по колхозам Зугдидского района и в связи с 20-летием Грузинской ССР был награждён в феврале 1941 года Орденом Ленина. Во время Великой Отечественной войны переведён на другую должность, занимался оборонительными мероприятиями, за что был награждён в 1946 году орденами Трудового Красного Знамени и Отечественной войны 1-й степени. В послевоенные годы занимался восстановлением сельского хозяйства в Зугдидском районе.
В конце 1940-х годов вновь назначен на должность первого секретаря Зугдидского райкома (предшественник — Маманти Илларионович Пачкория). В 1949 году обеспечил перевыполнение в целом по району планового сбора урожая сортового зелёного чайного листа на 15,8 %. Указом Президиума Верховного Совета СССР от 25 ноября 1950 года удостоен звания Героя Социалистического Труда за «получение высоких урожаев сортового зелёного чайного листа и винограда в 1949 году» с вручением ордена Ленина и золотой медали «Серп и Молот» (№ 5787).
Этим же Указом званием Героя Социалистического Труда был награждён председатель Зугдидского райисполкома Гуга Владимирович Гобечия.
В 1951 году арестован по Мигрельскому делу. Подвергался пыткам и незаконным методам следствия. В 1853 году освобождён из заключения. С апреля 1953 года — на различных хозяйственных должносятх в сельском хозяйстве. За выдающиеся трудовые достижения по итогам Семилетки (1959—1965) награждён Орденом Трудового Красного Знамени.
Избирался депутатом Верховного Совета Грузинской ССР 1-го, 2-го и 3-го созывов, делегатом XVIII съезда ВКП(б).
С 1974 года — персональный пенсионер союзного значения. На октябрь 1974 года проживал в Абхазской АССР. Дата смерти не установлена.
Награды
- Герой Социалистического Труда
- Орден Ленина — дважды (24.02.1941; 1950)
- Орден Отечественной войны 1 степени (24.02.1946)
- Орден Трудового Красного Знамени — дважды (07.01.1944; 02.04.1966)
- Медаль «За оборону Кавказа» (01.05.1944)